# تجمعات شعيت (المهرة)

تعديل مصدري - تعديل

تجمعات شعيت هو "تجمع بدوي" في  عزلة حات بمديرية حات التابعة لمحافظة المهرة، بلغ تعداد سكانها 161 نسمة حسب تعداد اليمن لعام 2004.